# Jail Break (jeu vidéo)
 (août 2016).
Si vous disposez d'ouvrages ou d'articles de référence ou si vous connaissez des sites web de qualité traitant du thème abordé ici, merci de compléter l'article en donnant les références utiles à sa vérifiabilité et en les liant à la section « Notes et références ».
Pour les articles homonymes, voir Jailbreak.
Jail Break est un jeu vidéo de type beat them all développé et édité par Konami sur borne d'arcade en 1986.